# Sunnemo kyrka

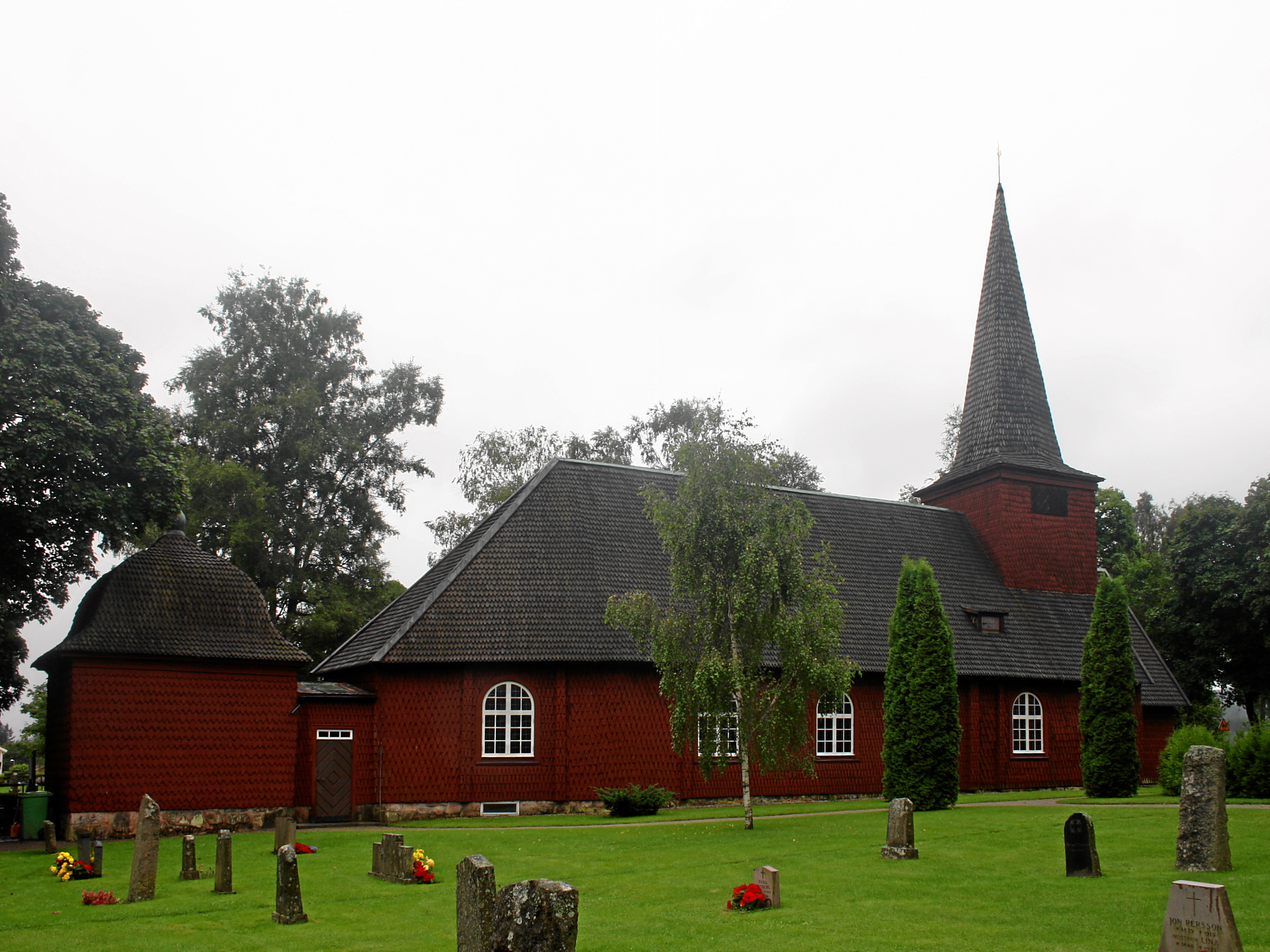
Sunnemo kyrka från nordost

Sunnemo kyrka är en kyrkobyggnad som tillhör Norra Råda-Sunnemo församling i Karlstads stift. Kyrkan ligger centralt i orten Sunnemo i Hagfors kommun.

## Kyrkobyggnaden
Träkyrkan uppfördes 1653 och omfattade då nuvarande kor och långhus. Ett kyrktorn i väster tillkom 1676. En korsarm i norr uppfördes 1776 och försågs med bänkar och läktare. För att bereda plats åt korsarmen flyttades sakristian från norra sidan till sin nuvarande plats öster om koret. 1853 förlängdes kyrkan åt väster och nuvarande vapenhus väster om tornet tillkom. Även norra korsarmen förlängdes.
Kyrkan, som vilar på en sockel av natursten, är byggd av liggtimmer och har ytterväggar klädda med rödmålade spån. Långhuset har ett sadeltak som är täckt med tjärade träspån. Kyrktornet i väster är indraget i långhusets tak. Tornets åttakantiga höga spira är täckt av spån och kröns med en förgylld tupp.

## Inventarier
- Altaruppsatsen är från 1680 och kom till Sunnemo kyrka på 1700-talet från att tidigare ha varit i Norra Råda kyrka.
- Nuvarande predikstol tillverkades på 1600-talet och fanns från början i Norra Råda kyrka. Till Sunnemo kom den på 1750-talet.
- Dopfunten av trä är ritad av arkitekten Tor Engloo och tillverkad 1935.

### Orgel
- 1853 byggdes en orgel av Nils Melanoz i Östra Ämterviks socken med 5 stämmor.
- Nuvarande orgel är byggd av Setterquist & Son och kom till kyrkan 1935. Orgeln är pneumatisk och det finns en crescendosvällare för hela orgeln.

| Manual I     | Manual II       | Pedal      | Koppel    |
| Principal 8’ | Rörflöjt 8’     | Subbas 16’ | I/P       |
| Gedackt 8’   | Salicional 8’   |            | II/P      |
| Octava 4’    | Voix celeste 8’ |            | II/I      |
| Octava 2’    |                 |            | I 4'/I    |
|              |                 |            | II 16'/II |

### Webbkällor
- Kyrkor i Karlstads stift Del I, Utgiven av Värmlands Museum och Karlstads stift, 2008, ISBN 91-85224-71-5
- anläggningspresentation
- byggnadspresentation